# Francis Burdett
Pour les articles homonymes, voir Burdett.
Francis Burdett (né le 25 janvier 1770 près de Repton et décédé le 23 janvier 1844 à Londres) est un homme politique radical britannique.

## Biographie

### Famille et éducation
Francis Burdett est le fils aîné de Francis Burdett (1743-1794) et de son épouse Eleanor Jones de Ramsbury Manor. Il a deux frères et trois sœurs. Il hérite d'importantes fortunes : celle de son grand-père Robert Burdett (4e baronnet) (son père meurt avant son grand-père), celle de sa mère et celle de sa tante maternelle, seules héritières de leurs familles. Ses ancêtres ont participé à la conquête normande de l'Angleterre. Les plus récents sont traditionnellement membres du Parlement britannique, de tendance tory.
Francis Burdett fait ses études à la Westminster School avant d'en être exclu en 1786 puis à Christ Church (Oxford). De 1788 à 1791, il fait son Grand Tour à travers l'Europe.
En 1793, il épouse Sophia Coutts (1775–1844), l'héritière d'un riche banquier londonien, Thomas Coutts. Celle-ci, roturière, eut à souffrir des préjugés de la famille de son époux. Le couple a de graves difficultés et manque de se séparer dès 1795. Sophia Burdett menace de se suicider. Finalement, les époux restent ensemble et ont six enfants dont Angela Burdett-Coutts. De sa liaison avec Lady Oxford, Francis Burdett a un (voire deux) enfant(s).

### Carrière politique
En 1796, pour sauver le mariage de sa fille, et celle-ci par la même occasion, mais aussi pour sortir son gendre de sa mélancolie maladive, le banquier Thomas Coutts lui achète Boroughbridge, un bourg pourri. Francis Burdett a déjà une forte sensibilité radicale. Il attend donc la mort de son grand-père pour se faire entendre et les faire entendre à la Chambre de Communes. Il se montre admirateur de Robespierre et de Napoléon. Il s'engage dans diverses activités pro-révolutionnaires en Irlande et en Grande-Bretagne. Il s'oppose constamment au gouvernement Pitt dans un langage pas toujours châtié. Ses discours sont régulièrement reproduits et distribués sous forme de pamphlets.
Afin de gagner en crédibilité, il décide de se présenter dans une circonscription où se déroulent de véritables élections. Il choisit le comté de Middlesex. Comme le gouvernement commence à le craindre, sa victoire de 1802 est invalidée. L'élection suivante est contrôlée et il perd mais réussit à la faire invalider. Pour les élections de 1806, il ne fait pas officiellement campagne : il a dépensé £60 000 et £100 000 respectivement pour les deux campagnes précédentes. Il n'est pas élu. Pour les élections de 1807, il n'est pas non plus officiellement candidat, mais il est élu pour la circonscription très à gauche de Westminster, avec Thomas Cochrane. La campagne, dirigée par Francis Place ne lui coûte que £800. Il est régulièrement réélu jusqu'à sa mort. Il continue au parlement ses campagnes pour les réformes.
En 1809, un de ses discours, au langage fleuri, est repris dans le journal radical de William Cobbett. Francis Burdett est condamné pour outrage au Parlement. Le 6 avril 1810, les forces de l'ordre se présentent chez lui pour le conduire à la Tour de Londres. Il s'est barricadé avec ses amis, dont Thomas Cochrane. Il est finalement arrêté trois jours plus tard et il passe deux mois en prison. Sa popularité atteint alors son apogée, au point qu'il est décidé de ne pas l'exclure du Parlement afin d'éviter une émeute.
Il reprend ses activités politiques, avec toujours autant de succès populaire et toujours autant de succès au parlement. Ainsi, son projet de réforme politique de 1818 (qui préfigure le chartisme) : suffrage universel masculin, élections législatives annuelles, circonscriptions électorales équivalentes et scrutin secret, est rejeté à la Chambre. Sa condamnation du massacre de Peterloo lui vaut d'être à nouveau condamné pour outrage à trois mois de prison et £2 000 d'amende. Son projet d'émancipation des catholiques de 1825 est voté aux Communes, mais rejeté aux Lords. Il revient à la charge en 1827 et 1828. Sa campagne aboutit en 1829.
Dans les années 1820, il s'engage pour la cause grecque via le comité philhellène de Londres.
Il décède en 1844 d'une embolie pulmonaire.